# Torrechantre
Torrechantre o Torre Chantre son las ruinas de una torre medieval, situada en el término municipal de Jaén capital, a una altitud de 581 m. 

## Descripción
Lo que se conserva de la torre, de planta cuadrada con unos 5 metros de lado, son los restos de la base de la misma. Está construida con mampostería y abundante yeso.

## Historia
La zona de Torre Chantre ha sido habitada desde la época romana hasta la Baja Edad Media (siglos XI al XV). A su alrededor se observan restos de un recinto árabe o de épocas anteriores.
Es posible que esta torre sirviera como nexo de unión entre el castillo de Peñaflor, situado a 3,7 km, y Torremocha, a 2,2 km. Además, a 5,2 km se encuentra Torre Bermeja, encontrándose las cuatro fortificaciones casi alineadas. Esta zona era de elevado interés político tras la conquista de Jaén por parte de los cristianos. La proximidad de la frontera del Reino nazarí de Granada motivaba el despliegue de las tropas cristianas en fortificaciones y otro tipo de estructuras, situadas en cerros elevados, como es el caso de los mencionados anteriormente, con el objetivo de evitar las razzias árabes en la zona.

## Protección
Forma parte del Patrimonio Inmueble de Andalucía.

## Estado de conservación
En estado de abandono y de ruina progresiva. No existen paneles informativos ni indicadores de su presencia, ni hay tomadas medidas para su protección. Actualmente las ruinas de la torre se encuentran junto a varios cortijos a los que da nombre.

## Toponimia
El nombre de Torrechantre proviene de la palabra chantre en castellano, del francés 'chanteur', es decir, 'cantor'. El Chantre era una dignidad eclesiástica con el cargo de maestro cantor de los coros en los templos principales, en especial las catedrales. Por lo que parece, la torre vigía pertenecía a un cura o chantre de la catedral de Jaén.